# Neuropharmacology
Neuropharmacology ist eine wissenschaftliche Fachzeitschrift, die vom Elsevier-Verlag veröffentlicht wird. Die Zeitschrift wurde erstmals 1962 unter dem Namen International Journal of Neuropharmacology herausgegeben. Seit 1970 erscheint sie unter dem derzeitigen Namen, mit 16 Ausgaben im Jahr. Es werden Arbeiten veröffentlicht, die sich mit neuropharmakologischen Fragestellungen beschäftigen.
Der Impact Factor lag im Jahr 2014 bei 5,106. Nach der Statistik des ISI Web of Knowledge wird das Journal mit diesem Impact Factor in der Kategorie Neurowissenschaften an 38. Stelle von 252 Zeitschriften und in der Kategorie Pharmakologie und Pharmazie an 20. Stelle von 254 Zeitschriften geführt.